# Bogdan-Alexandru Bola
Bogdan-Alexandru Bola (n. 7 iulie 1981, Constanța, România) este un deputat român, ales în 2020 din partea PNL. 